# La estrella de Belén (pintura)
La Estrella de Belén es una pintura a la acuarela de Sir Edward Burne-Jones que describe la Adoración de los Magos con un ángel sosteniendo la estrella de Belén. Fue encargada por la Corporación de la ciudad de Birmingham para su nuevo Museo y Galería de Arte en 1887, dos años después de que Burne-Jones fuera elegido presidente honorario de la Real Sociedad de Artistas de Birmingham. Con 256 cm x 386 cm, La Estrella de Belén es la acuarela más grande del siglo XIX. Fue terminada en 1890 y exhibida por primera vez en 1891.

## Origen de la composición

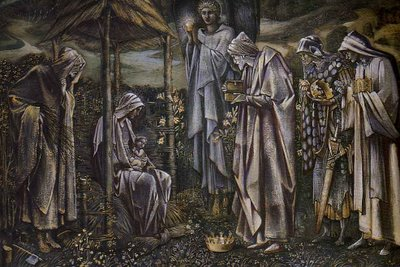
Diseño para el tapiz de la Adoración de los Magos, 1887.

En 1886, John Prideaux Lightfoot se había acercado a William Morris y Burne-Jones para crear un tapiz como regalo para su alma mater la Exeter University de Oxford, sugiriendo la Adoración de los Magos como tema. Los dos estuvieron rápidamente de acuerdo. Burne-Jones completó un modelo o diseño de 26 x 38 pulgadas a la acuarela y óleo realzado con oro en 1887. Morris y su ayudante John Henry Dearle basaron las plantillas para los tejedores en la acuarela de Burne-Jones, cambiando el esquema de color y añadiendo detalles de fondo como las características plantas en flor del trabajo de tapiz de Dearle. El tapiz de la Adoración de los Magos fue tejido por Morris & Co. en Merton Abbey durante los siguientes dos años y mostrado en sus salas de exhibición de Londres durante la Pascua de 1890 antes de ser presentado al Exeter College.
La Adoración fue finalmente el más comercialmente exitoso de todos los tapices de Morris & Co. De las diez versiones tejidas, una se encuentra en la capilla del Eton College, otra en el Museo del Hermitage, San Petersburgo, otra en la Galería de Arte de Australia Del sur, y otra en la Manchester Metropolitan University. El original cuelga en la capilla del Exeter College.

## La pintura

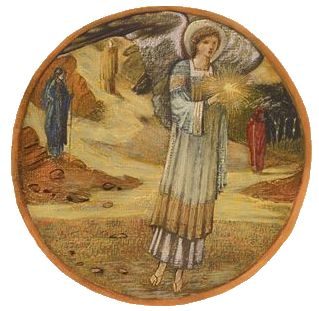
Estrella de Belén, del The Flower Book.

La comisión de Birmingham dio a Burne-Jones la oportunidad de revisar su diseño de tapiz como una pintura a gran escala. La paleta de color con sus ricos azules-verdes difiere mucho tanto del modelo a la acuarela original como del tapiz de Morris, y su gran tamaño le permitió añadir un gran número de detalles finos que no eran posibles en la versión de tapiz, especialmente en la ropa. Burne-Jones trabajó en una escalera, y escribió "es algo físicamente agotador, subir y bajar mis escalones...". Una fotografía de Barbara Leighton Sotheby, preservada como impresión en platino por Frederick Hollyer, muestra a Burne-Jones en su escalera ante el trabajo en progreso. La Estrella de Belén fue completado en 1890 y exhibido en la New Gallery de Londres en la primavera de 1891 antes de ser enviado a la Birmingham Museum & Art Gallery, donde  permanece.
Burne-Jones utilizó una pose diferente del ángel que porta la estrella, aquí en una paleta de colores cálidos, para ilustrar la flor silvestre denominada Estrella de Belén (Ornithogalum umbellatum) en The Flower Book, una colección de acuarelas sobre temas inspirados en los nombres de flores que completó entre 1882 y 1898.